# Polyclinella
Polyclinella is een monotypisch geslacht uit de familie Polyclinidae en de orde Aplousobranchia uit de klasse der zakpijpen (Ascidiacea).

## Soorten
- Polyclinella azemai Harant, 1930